# Groupe international d'experts sur les ressources
 (juillet 2020).
Si vous disposez d'ouvrages ou d'articles de référence ou si vous connaissez des sites web de qualité traitant du thème abordé ici, merci de compléter l'article en donnant les références utiles à sa vérifiabilité et en les liant à la section « Notes et références ».
Le Groupe international d'experts sur les ressources  (IRP , en anglais International Resource Panel) est un groupe d'experts scientifiques indépendant créé en 2007 par l'ONU pour aider les pays à utiliser les ressources naturelles de manière durable et soutenable, c'est-à-dire sans compromettre les besoins humains présents et futurs.
Il est hébergé par le Programme des Nations unies pour l'environnement.

## Structure du panel
L’IRP comprend plus de 35 experts issus d'un large éventail d'institutions universitaires et de disciplines scientifiques, soutenus par un petit Secrétariat hébergé par le PNUE . Il est coprésidé par Janez Potočnik, ancien commissaire européen à l'environnement, et Izabella Teixeira (en), ancienne ministre de l'environnement du Brésil.
Son Comité Directeur est composé de représentants de gouvernements, de la Commission européenne (CE) et du PNUE. Il guide l'orientation stratégique du Panel, assure la pertinence politique de ses activités et supervise les budgets.

## Histoire de l'IRP
Alors que le changement climatique et la perte de biodiversité sont devenus les problèmes environnementaux les plus urgents au cours des dernières décennies, ces deux questions sont de plus en plus considérées comme symptomatiques d'un problème plus large de surconsommation des ressources et de manque d'attention aux impacts sur l'environnement qu'elles provoquent. Les ressources en question comprennent les matériaux (combustibles fossiles, biomasse, minéraux et métaux de construction), l'eau, la terre et l'énergie.
L'évaluation des écosystèmes pour le millénaire de 2005 a révélé que l'augmentation rapide de la demande humaine en ressources naturelles a entraîné une perte substantielle et irréversible de la biodiversité . Notre taux actuel de consommation de ressources telles que les combustibles fossiles, les métaux, l'eau et le bois est non durable et inéquitable. Le WWF a souligné que si nous continuons à consommer les ressources aux niveaux actuels, d'ici 2050, nous aurons besoin de deux planètes de matériaux naturels pour soutenir la race humaine.
Le concept d'utilisation durable des ressources a été inscrit à l'ordre du jour de la gouvernance mondiale en 1992 lors de la Conférence des Nations unies sur l'environnement et le développement ou « Sommet de la Terre » à Rio de Janeiro, au Brésil. En 2005, plusieurs organisations environnementales internationales de premier plan ont entrepris des travaux disparates liés aux ressources naturelles. L'OCDE se penchait sur la gestion durable des matières, la Commission européenne proposait une nouvelle stratégie sur l'utilisation durable des ressources naturelles utilisées en Europe et le ministère de l'Environnement des Nations unies menait des études détaillées sur la manière dont sont utilisées les ressources et sur leurs impacts.

## Missions de l'IRP
Elle consiste à:
- Produire des évaluations scientifiques indépendantes, cohérentes et faisant autorité sur la gestion durable des ressources naturelles et, en particulier, leurs impacts environnementaux tout au long de leur cycle de vie.
- Contribuer à mieux comprendre comment découpler la croissance économique de la dégradation de l'environnement tout en améliorant le bien-être humain.

## Action de l'IRP
L'IRP analyse les problèmes les plus critiques liés aux ressources au niveau mondial afin d'aider les gouvernements, l'industrie et la société à améliorer l'efficacité des ressources - une condition nécessaire pour atteindre les Objectifs de développement durable (ODD).